# Церква Костянтина та Олени (Кишинів)
Церква Костянтина та Олени — храм Кишинівської єпархії Російської православної церкви в місті Кишинів. Одна з найстаріших будівель у місті.

## Історія храму
Православна церква Костянтина та Олени була збудована у 1777 році. Спочатку називалася Ришканівською. Гроші на її будівництво виділив спатар Константин Ришкану (родом з Ясс), власник села Ришкань, на місці якого нині розташовується сектор Ришканівка. У XVIII столітті село належало до Оргіївського повіту. Церква збудована у старомолдавському стилі.
1834 року за бажанням сина Костянтина Ришкану (Йоргу Ришкану) для того, щоб увічнити пам'ять про Костянтина, церкву називають на честь Святих Костянтина та Олени.
У XIX столітті церква Костянтина та Олени вважалася цвинтарним храмом села Вистерничени.
За радянських часів церква була чинною. У сімдесятих роках XX століття відбувається процес перенесення могил із цвинтаря біля церкви Святих Костянтина та Олени на міський цвинтар Дойна (для будівництва нових будівель; на цьому місці було, зокрема, збудовано Кишинівський державний цирк). Частина надгробних пам'яток, що стояли на цьому цвинтарі, належали роду Ришкану. Ці надгробні плити поставили поблизу церкви Костянтина та Олени.

## Храм наразі
Наразі церква розташована в межах міста Кишинів.
Після оголошення незалежності Республіки Молдова у церкві було змонтовано дерев'яний іконостас із кам'яною стіною (автор — відомий художник, карикатурист, а також кінорежисер Ролан Вієру). Церква зазнала деякої перебудови — було споруджено новий притвор і змінено форму даху.
Наразі церква Костянтина та Олени є діючим храмом та туристичною пам'яткою Кишинева.